# Living Loving Maid (She's Just a Woman)
"Livin' Loving Maid (She's Just a Woman)" é uma canção da banda britânica de rock, Led Zeppelin. Lançada em seu segundo álbum de estúdio Led Zeppelin II, de 1969. Também foi lançado como b-side da canção "Whole Lotta Love". A música é sobre uma groupie que irritou a banda no início de sua carreira. No Reino Unido a prensagem original do Led Zeppelin II foi intitulado "Livin' Lovin' Wreck (She's a Woman)", Com "Wreck" substituído por "Maid" nos Estados Unidos e versões posteriores.
Muitas vezes, é notar que esta é a menos favorita música do Led Zeppelin para Jimmy Page, e nunca foi realizada em nenhum concerto da banda. Parcialmente porque ela foi escrito como enchimento de álbuns e em parte porque e porque a namorada de Jimmy Page na época Charlotte Martin, foi ofendido por ele. 
Mesmo que a música nunca foi realizada, houve um show único em Düsseldorf, durante o qual um pequeno segmento da música foi jogado logo após a música da banda "Heartbreaker" em 12 de março de 1970, como bootlegs de que data mostrar atestar. Foi também uma das poucas canções do Led Zeppelin em que Page fez backing vocals. Por outro lado o cantor, Robert Plant teve um gosto para a música e tocou em sua turnê solo de 1990.
Para a gravação desta faixa, Page tocou em um violão de 12 cordas Vox.
Quando ouvi no rádio que era tipicamente jogado imediatamente após a sua canção "Heartbreaker", como flui sem problemas a partir do fim abrupto do que a canção no álbum original. No entanto, a banda nunca tem desempenhado estas músicas juntos no palco. algo que sempre fez, por exemplo, a partir do final de 1972-1975 com "The Song Remains the Same" e "The Rain Song" — as duas primeiras faixas do seu álbum de 1973 Houses of the Holy). Robert Plant levou a canção em seu Manic Nirvana e em sua turnê solo em 1990.

## Formatos e faixas
1969 7" single (Japão: Nihon Gramophone DT-1146, Turkey: Atlantic 70504)
- A. "Livin' Lovin' Maid (She's Just A Woman)" (Page, Plant) 2:39
- B. "Bring It On Home" (Page, Plant, Dixon) 4:21

1969 7" single (Argentina: Atlantic 2164 002)
- A. "Livin' Lovin' Maid (She's Just A Woman)" (Page, Plant) 2:39
- B. "Whole Lotta Love" (Bonham, Jones, Page, Plant, Dixon) 3:12

1969 7" single (Peru: Atlantic AT 7050)
- A. "Living Loving Maid (She's Just a Woman)" (Page, Plant) 2:39
- B. "Ramble On" (Page, Plant) 4:23

1969 7" single (EUA: Atlantic 45-2690)
- A. "Whole Lotta Love" (Bonham, Jones, Page, Plant, Dixon) 5:33
- B. "Living Loving Maid (She's Just a Woman)" (Page, Plant) 2:39

## Posições

### Single
| Gráfico (1970)           | Melhor posição |
| ------------------------ | -------------- |
| Japanese Singles Chart   | 93             |
| E.U.A. Billboard Hot 100 | 65             |

## Integrantes
- Jimmy Page - Guitarra, vocal de apoio
- Robert Plant - Vocais
- John Bonham - Bateria
- John Paul Jones - Baixo

## Versões cover
- 1970: The Churchills (single, b/w Sunshine Man)
- 1988: Gang Green (single b/w "Born to Rock")
- 1989: Robert Hardesty & the Del Reys (The Song Retains the Name)
- 1990: Dread Zeppelin (Un-Led-Ed)
- 1999: Great White (Great Zeppelin: A Tribute to Led Zeppelin)
- 2000: Doxomedon (Dead Zeppelin: A Metal Tribute to Led Zeppelin)
- 2002: The Section (The String Quartet Tribute to Led Zeppelin, Vol. 2)
- 2006: The Rockies (The Music of Led Zeppelin)
- 2006: Studio 99 (Led Zeppelin: A Tribute)

## Ligações Externas
- ASCAP entry